# 寿詞
| ウィキペディアには「寿詞」という見出しの百科事典記事はありません（タイトルに「寿詞」を含むページの一覧/「寿詞」で始まるページの一覧）。 代わりにウィクショナリーのページ「寿詞」が役に立つかもしれません。 |